# الكراث (الخبت)

تعديل مصدري - تعديل

الكراث هي إحدى قرى عزلة الظاهر بمديرية الخبت التابعة لمحافظة المحويت، بلغ تعداد سكانها 613 نسمة حسب تعداد اليمن لعام 2004.